# ألبرتو وليامز
ألبرتو وليامز (بالإسبانية: Alberto Williams) هو موزع وملحن وعازف بيانو أرجنتيني، ولد في 23 نوفمبر 1862 في بوينس آيرس في الأرجنتين، وتوفي بنفس المكان في 17 يونيو 1952.

## وصلات خارجية
- ألبرتو وليامز على موقع IMDb (الإنجليزية)
- ألبرتو وليامز على موقع الموسوعة البريطانية (الإنجليزية)
- ألبرتو وليامز على موقع ميوزك برينز (الإنجليزية)
- ألبرتو وليامز على موقع أول ميوزيك (الإنجليزية)
- ألبرتو وليامز على موقع ديسكوغز (الإنجليزية)